# La puerta negra
La puerta negra es una película de comedia, drama y acción mexicana de 1988 dirigida por Sergio Véjar y protagonizada por Eric del Castillo, David Reynoso, Lucha Villa y el grupo musical Los Tigres del Norte.

## Trama
La historia de dos compadres, Atenogenes y Sipriano, a quienes les gusta apostar en las carreras de caballos para demostrarle al pueblo quién era el mejor criador de caballos. Sipriano es el que tiene el mejor caballo de todos y por esa razón, su compadre Atenogenes, le tiene mucha envidia y hace lo que sea por ganarle una carrera, nada más por orgullo. El fuerte carácter de Atenogenes hace muy infeliz a su familia, porque a sus tres hijas las tiene muy controladas y no las deja salir con nadie a menos que sea digno de su familia. Ellas están enamoradas de unos muchachos que a pesar de ser pobres, las quieren de verdad y están dispuestos a enfrentar a Atenogenes por amor.

## Reparto
- Lucha Villa
- David Reynoso como don Atenójenes
- Eric del Castillo como don Cipriano
- Jorge Hernández como Juan Ortega
- Hernán Hernández como Pepe Ortega
- Raúl Hernández como Tonio Ortega
- Cecilia Camacho
- Claudia Cañedo
- Luis Accinelli
- Óscar Lara
- Guadalupe Olivo
- Los Tigres del Norte
- Waldo Silva
- Humberto Lobato
- Bernabé Melendrez
- Enrique Franco
- Martha Leticia Rodriguez
- Lilia Prado como Carmen
- Juan Carlos Cornejo
- Roberto Jiménez
- Roberto Cabrera
- Alejandro Ávila
- Isabel Montanez
- Mario Sanchez
- Cacharpas Bill como Rúben Hernández
- Pedro Rivera